# Emre Aşık
Emre Aşık (IPA: [emɾe aʃɯk]; Bursa, 1973. december 13. –) török válogatott labdarúgó.

## Sikerei, díjai

### Klubcsapat
- Galatasaray
  - UEFA-szuperkupa: 2000

### Válogatott
- Világbajnokság:  Bronzérem 2002